# Paul Schmidt (Unternehmer)

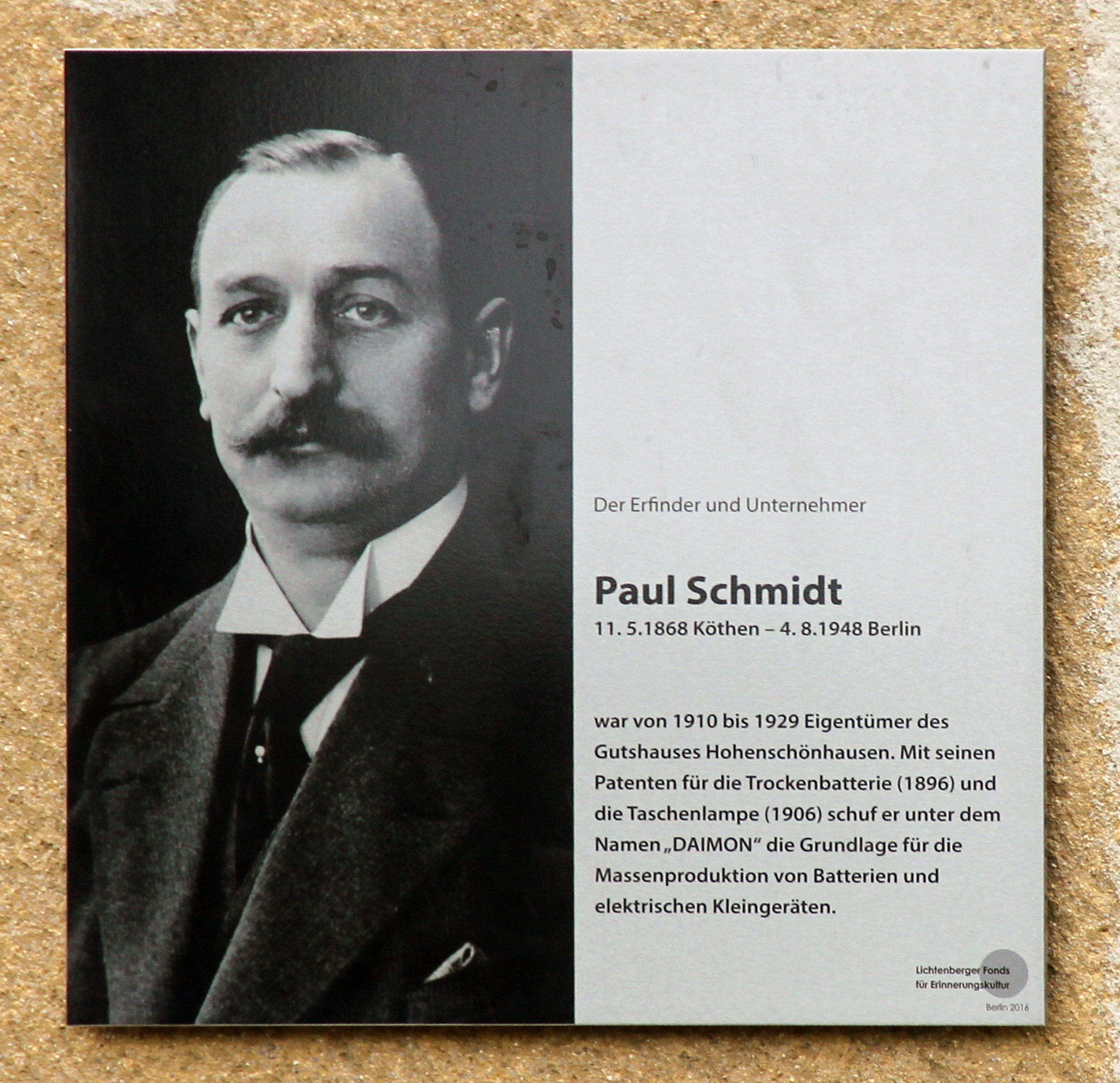
Gedenktafel am Haus, Hauptstraße 44, in Berlin-Alt-Hohenschönhausen

Logo des Batterie-Herstellers Daimon auf dem Etikett einer Flachbatterie (1924)

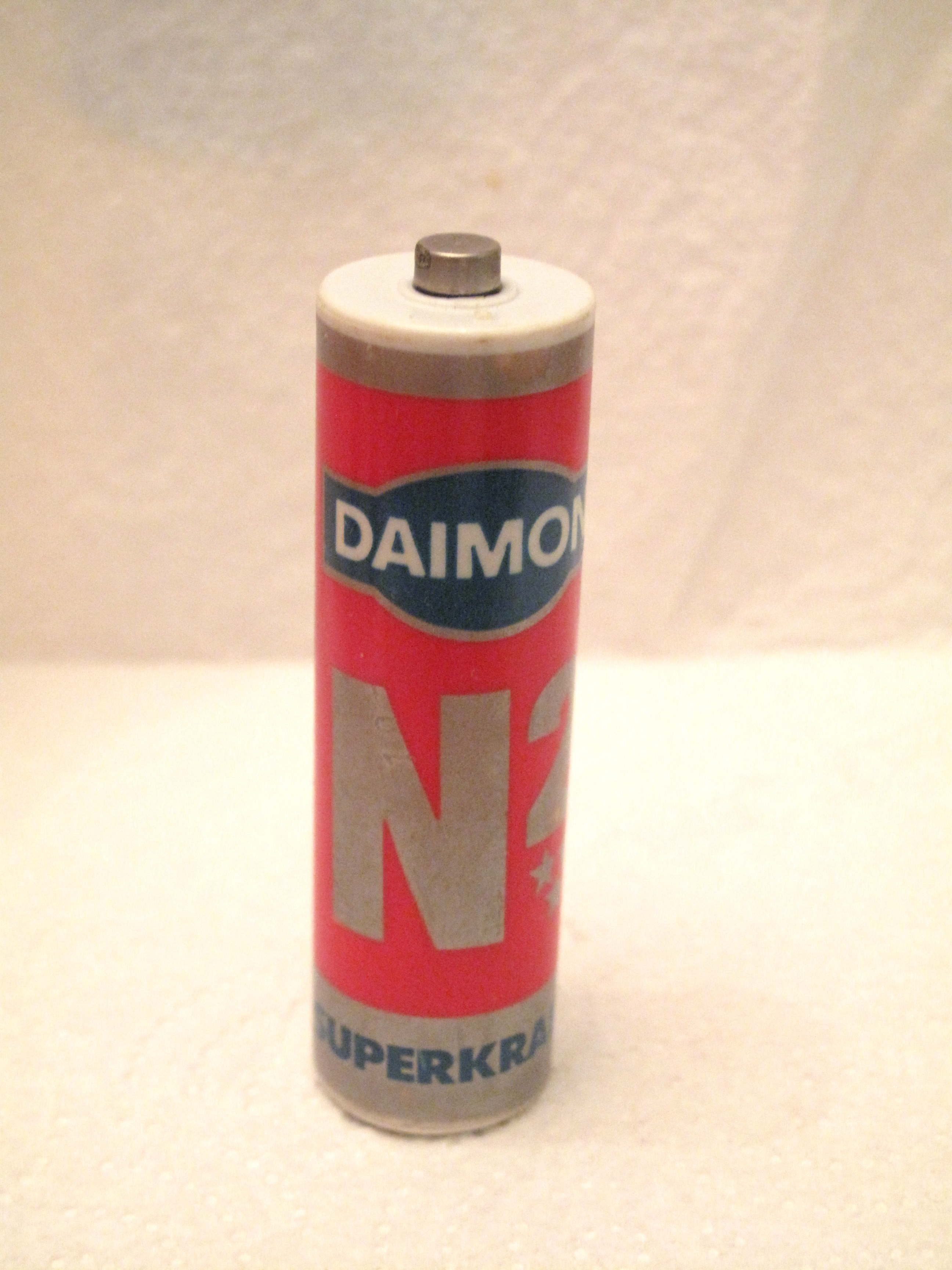
Daimon-Batterie

Paul Schmidt (* 11. Mai 1868 in Köthen (Anhalt); † 4. August 1948 in Berlin) war ein deutscher Erfinder und Unternehmer.

## Leben
Schmidt war der Erfinder der Trockenbatterie und der Taschenlampe in Deutschland. Beiden Erzeugnissen ebnete er mit seinen Patenten von 1896 (für galvanisches Trockenelement mit Flüssigkeitsvorrat) und 1906 (für die elektrische Taschenlampe) den Weg zur Massenproduktion.
Er hatte den Beruf des Schlossers gelernt und ging 1896 nach Berlin. Dort gründete er im selben Jahr eine selbständige Prüfungsanstalt für Elektrochemie, die im Jahre 1901 in Daimon Elektrotechnische Fabrik Schmidt & Co umbenannt wurde. Anderen Quellen zufolge eröffnete er 1901 die Elektrotechnische Fabrik Schmidt & Co in der Chausseestraße 82 in Berlin. Der Name Daimon bezieht sich auf eine Gestalt der griechischen Mythologie.
Ebenfalls 1901 entwickelte er die so genannte Flachbatterie, eine 4,5-V-Taschenlampenbatterie aus drei nebeneinander angeordneten 1,5-V-Zellen. 1902 begann er mit der Produktion von Glühlampen, und 1903 nahm sein Betrieb die serienmäßige Erzeugung vor allem von Trockenelementen (Batterien) und Batteriegehäusen auf. 1913 ließ Schmidt eine neue Produktionsstätte in der Weddinger Sellerstraße 13 errichten. Batterien und Taschenlampen wurden in Massenproduktion hergestellt und eroberten unter dem Markennamen Daimon die Weltmärkte: Schon in den 1920er Jahren wurden sie in über 50 Länder verkauft, in Großbritannien, Indien und den USA war Daimon Marktführer.
Ein handliches Taschenlampenmodell wurde 1937 unter dem Namen „Handy“ als Warenzeichen eingetragen.
Paul Schmidt wohnte mit seiner Familie von 1910 bis 1929 als Eigentümer im Schloss Hohenschönhausen in Berlin-Hohenschönhausen. Er zog 1929 aus, nachdem die Radioproduktion nicht besonders gut gelaufen war. Am 13. Juli 2016 wurde dort das Daimon-Museum eröffnet und eine Gedenktafel für Paul Schmidt enthüllt.
Er starb 1948 verarmt in Berlin.

### Entwicklung des Unternehmens Daimon
Von 1924/25 bis 1927 wurden von Daimon auch Radioteile, Bausätze und Radios hergestellt. Weitere Zweigwerke entstanden 1911 in Bodenbach an der Elbe, 1921 in Rodenkirchen bei Köln, 1923 in Danzig, 1927 in Tetschen/Elbe und 1936 in Arnstadt (dort später als Artas). Aufgrund der durch die Radioproduktion angespannten finanziellen Situation konnte seit 1927 die British Eveready Export Company (Berec) nach und nach die Mehrheit von Daimon erwerben. 1950 erfolgte die Umbenennung Daimon Werke GmbH. Ab 1964 arbeitete Daimon mit dem Werbeslogan Die helle Freude! Etwa seit 1970 wurden Batterien auch in Köln-Butzweilerhof hergestellt und vertrieben. 1977 kam für die Batterien der Slogan Mobiler Strom für die Welt. Bis in die 1980er Jahre bot Daimon auch Kompaktkassetten an. Daimon wurde 1983 vom Unternehmen Duracell (ehemals Mallory) USA übernommen, das seinerseits 1996 im Gillette-Konzern aufging. Seit dem 1. Oktober 2005 gehört die Gillette Company zu Procter & Gamble. Seit Ende 2014 gehört Duracell der Berkshire Hathaway unter Warren Buffett.

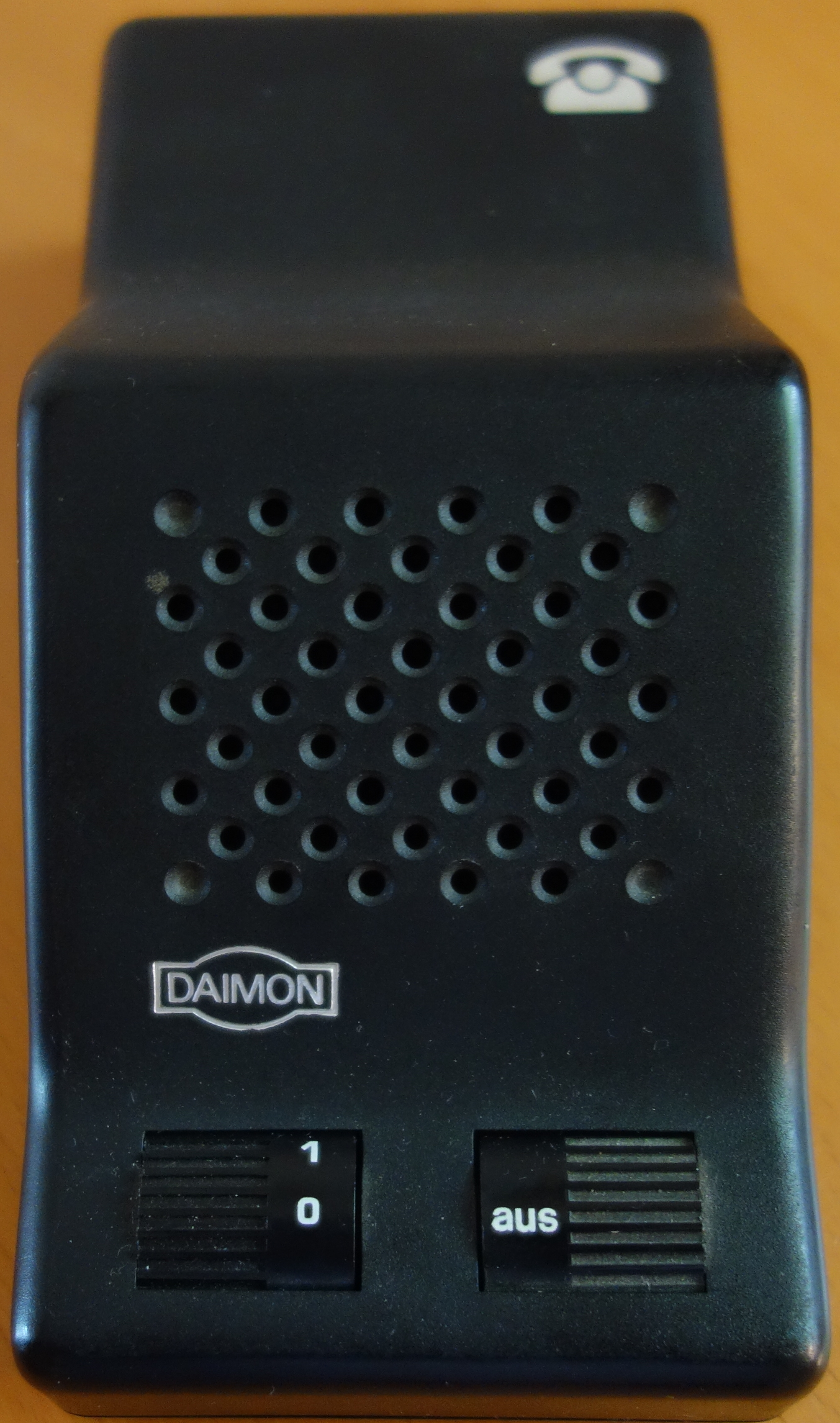
Daimon-Telefonverstärker
wahrscheinlich von 1978

Zur Produktpalette des Unternehmens gehörte auch der von einer 9-Volt-Trockenbatterie betriebene Daimon-Telefonverstärker mit einem induktiven Empfänger, welcher auf magnetische Streufelder reagiert. Er wurde unmittelbar neben das Telefon gestellt und ermöglichte das Mithören von Gesprächen. In fast allen modernen Telefonen ist heutzutage eine solche Mithör-Funktion bereits integriert, so dass sich ein separater Telefonverstärker erübrigt.